# بنجامين تايلور (كاتب)
بنجامين تايلور (بالإنجليزية: Benjamin Taylor)‏ هو كاتب أمريكي، ولد في 20 أغسطس 1952 في فورت وورث في الولايات المتحدة.